# DDR-Rundfahrt 1963
Die DDR-Rundfahrt 1963 fand vom 26. Juli bis 2. August 1963 statt. Das Etappenrennen wurde zum 14. Mal ausgetragen und wurde erneut vom Vorjahressieger Klaus Ampler gewonnen. In der Mannschaftswertung siegte die zweite Mannschaft des SC DHfK Leipzig.

## Teilnehmer
An der Rundfahrt nahmen 84 Radrennfahrer aus 17 Mannschaften teil. Unter anderem beteiligten sich fünf DDR-Sportklubs, die zum Teil mit mehreren Teams antraten, sowie drei internationale Mannschaften. Im Einzelnen traten folgende Mannschaften an:
- SC Dynamo Berlin I, II und III
- TSC Berlin
- BSG Post Berlin
- SC Karl-Marx-Stadt I und II
- SC DHfK Leipzig I und II
- ASK Vorwärts Leipzig I und II
- Bezirksfachausschuss Radsport Frankfurt (Oder)
- Sportvereinigung Lokomotive
- Gemischte Mannschaft
- England
- Niederlande
- Tschechoslowakei

## Modus
Die Mannschaften traten bis auf England (vier Teilnehmer) mit jeweils fünf Aktiven an. Das Rennen war in acht Etappen unterteilt, bei denen jeweils der Tagessieger ermittelt wurde, der eine Minute Zeitgutschrift erhielt. Neben der Einzelwertung wurden eine Bergwertung und eine Nachwuchswertung durchgeführt. Nachdem im Vorjahr kein Mannschaftssieger ermittelt worden war, sah die 1963er Rundfahrt wieder eine Mannschaftswertung vor. Gegenüber den früheren Rundfahrten wurde der Mannschaftssieger 1963 nach einer Punktewertung ermittelt, die sich aus der Addition der Etappenplätze der jeweils ersten drei Fahrer ergab.

## Streckenverlauf
Die Rundfahrtstrecke begann in Halle (Saale), endete in Merseburg, hatte eine Gesamtlänge von 1275 Kilometern und verlief im südlichen Bereich der DDR. Die längste der acht Etappen führte mit 227 Kilometern von Meiningen nach Aue (Sachsen). Von Bad Langensalza bis Löbau gab es vier Bergetappen mit neun Bergwertungen. Zwischen Aue und Annaberg-Buchholz wurde ein 56 Kilometer langes Einzelzeitfahren durchgeführt.

## Rennverlauf
Die großen Gewinner der 14. DDR-Rundfahrt waren die beiden Mannschaften des SC DHfK Leipzig. Sie belegten in der Einzelwertung die ersten drei Plätze, die zweite Mannschaft gewann die Einzelwertung. Die acht Etappensiege teilten sich zu gleichen Teilen die DHfK-Fahrer Rainer Marks (II. Mannschaft) und Klaus Ampler (I. Mannschaft). Ampler legte den Grundstein für seinen vierten DDR-Rundfahrt-Sieg bereits auf der zweiten Etappe, als er nach einer Alleinfahrt mit zwei Minuten Vorsprung das Ziel erreichte. Schon nach drei Tagesabschnitten waren die ersten drei Plätze der Endwertung mit Ampler, Bernhard Eckstein und Marks vergeben. Am Ende siegte Ampler mit einem deutlichen Vorsprung von 8:44 Minuten.
Neben seinem zweiten Platz in der Einzelwertung gewann Eckstein überlegen die Bergwertung. Unter anderem mit drei Siegen am Berg eroberte er sich 24 Punkte, zehn mehr als Ampler als Zweitem. Das Trikot des besten Nachwuchsfahrers gewann Dieter Mickein von der zweiten DHfK-Mannschaft.
Das Team SC DHfK Leipzig II wurde überraschend Sieger im Mannschaftswettbewerb. Mit ihren drei Bestplatzierten Rainer Marks (3.), Dieter Mickein (6.) und Karl-Heinz Krause (17.), unterstützt von Harald Dippold und Siegfried Kettmann gewann die Mannschaft knapp mit drei Punkten Vorsprung vor ASK Vorwärts Leipzig I. Weit abgeschlagen folgten SC Dynamo Berlin I (219 Punkte Rückstand) und die erste DHfK-Mannschaft (- 226).
| Etappe | Start – Ziel                               | Länge (km) | Sieger       | Mannschaft         | Zeit (h) |
| ------ | ------------------------------------------ | ---------- | ------------ | ------------------ | -------- |
| 1      | Halle (Saale) – Schönebeck (Elbe)          | 159        | Rainer Marks | SC DHfK Leipzig II | 4:03:35  |
| 2      | Schönebeck – Bad Langensalza               | 188        | Klaus Ampler | SC DHfK Leipzig I  | 4:57:34  |
| 3      | Bad Langensalza – Meiningen                | 129        | Rainer Marks | SC DHfK Leipzig II | 3:19:22  |
| 4      | Meiningen – Aue (Sachsen)                  | 227        | Klaus Ampler | SC DHfK Leipzig I  | 6:32:36  |
| 5      | Aue – Annaberg-Buchholz (Einzelzeitfahren) | 56         | Klaus Ampler | SC DHfK Leipzig I  | 1:36:51  |
| 6      | Annaberg-Buchholz – Löbau                  | 200        | Klaus Ampler | SC DHfK Leipzig I  | 5:32:43  |
| 7      | Löbau – Riesa                              | 150        | Rainer Marks | SC DHfK Leipzig II | 3:33:43  |
| 8      | Riesa – Merseburg                          | 166        | Rainer Marks | SC DHfK Leipzig II | 4:16:41  |

## Endergebnisse
|       | Fahrer                | Mannschaft             | Zeit        |
| 01.   | Klaus Ampler          | SC DHfK Leipzig I      | 33:53:12 h  |
| 02.   | Bernhard Eckstein     | SC DHfK Leipzig I      | + 08:44 min |
| 03.   | Rainer Marks          | SC DHfK Leipzig II     | + 13:25 min |
| 04.   | Immo Rittmeyer        | SC Karl-Marx-Stadt I   | + 15:01 min |
| 05.   | Martin Giese          | ASK Vorwärts Leipzig I | + 15:33 min |
| 06.   | Dieter Mickein        | SC DHfK Leipzig II     | + 15:44 min |
| 07.   | Eberhard Butzke       | SC Dynamo Berlin II    | + 15:47 min |
| 08.   | Andreas Purho         | SC Dynamo Berlin I     | + 16:33 min |
| 09.   | Günter Lux            | SC DHfK Leipzig I      | + 17:22 min |
| 10.   | Klaus Kellermann      | ASK Vorwärts Leipzig I | + 17:25 min |
| 11.   | Axel Peschel          | SC Dynamo Berlin I     | + 17:44 min |
| 12.   | Hans-Dieter Taufmann  | SC Dynamo Berlin III   | + 18:02 min |
| 13.   | Fritz Braun           | Gemischte Mannschaft   | + 18:14 min |
| 14.   | Dieter Vogelsang      | SC Dynamo Berlin I     | + 18:19 min |
| 15.   | Karl-Heinz Kazmierzak | ASK Vorwärts Leipzig I | + 18:24 min |
| 0 ... |                       |                        |             |

|     | Mannschaft              | Punkte |
| 01. | SC DHfK Leipzig II      | 221    |
| 02. | ASK Vorwärts Leipzig I  | 224    |
| 03. | SC Dynamo Berlin I      | 440    |
| 04. | SC DHfK Leipzig I       | 447    |
| 05. | SC Dynamo Berlin II     | 569    |
| 06. | SC Karl-Marx-Stadt I    | 575    |
| 07. | Niederlande             | 618    |
| 08. | TSC Berlin              | 626    |
| 09. | ASK Vorwärts Leipzig II | 629    |
| 10. | Gemischte Mannschaft    | 656    |
| 11. | SC Karl-Marx-Stadt II   | 778    |
| 12. | Tschechoslowakei        | 797    |
| 13. | SC Dynamo Berlin III    | 922    |
| 14. | SV Lokomotive           | 1014   |
| 15. | BSG Post Berlin         | 1209   |
|     | ausgeschieden: England  |        |

|     | Fahrer           | Mannschaft           | Punkte |
| 01. | Dieter Mickein   | SC DHfK Leipzig II   | 26     |
| 02. | Dieter Vogelsang | SC Dynamo Berlin I   | 23     |
| 03. | Axel Peschel     | SC Dynamo Berlin I   | 22     |
| 04. | Harald Dippold   | SC DHfK Leipzig II   | 17     |
| 05. | Fritz Braun      | Gemischte Mannschaft | 09     |

|     | Fahrer            | Mannschaft            | Punkte |
| 01. | Bernhard Eckstein | SC DHfK Leipzig I     | 24     |
| 02. | Klaus Ampler      | SC DHfK Leipzig I     | 14     |
| 03. | Dieter Mickein    | SC DHfK Leipzig II    | 11     |
| 04. | Alfons Kindermann | SC Karl-Marx-Stadt II | 08     |
| 05. | Erich Hagen       | Gemischte Mannschaft  | 07     |